# Hattjärnen (Arvidsjaurs socken, Lappland)
Hattjärnen är en sjö i Arvidsjaurs kommun i Lappland och ingår i Byskeälvens huvudavrinningsområde.